# Municipio de Washington (Minnesota)
El municipio de Washington (en inglés: Washington Township) es un municipio ubicado en el condado de Le Sueur en el estado estadounidense de Minnesota. En el año 2010 tenía una población de 715 habitantes y una densidad poblacional de 18,09 personas por km².

## Geografía
El municipio de Washington se encuentra ubicado en las coordenadas 44°15′40″N 93°49′43″O / 44.26111, -93.82861. Según la Oficina del Censo de los Estados Unidos, el municipio tiene una superficie total de 39.52 km², de la cual 31,69 km² corresponden a tierra firme y (19,81 %) 7,83 km² es agua.

## Demografía
Según el censo de 2010, había 715 personas residiendo en el municipio de Washington. La densidad de población era de 18,09 hab./km². De los 715 habitantes, el municipio de Washington estaba compuesto por el 99,3 % blancos, el 0,14 % eran amerindios, el 0,42 % eran asiáticos y el 0,14 % eran de una mezcla de razas. Del total de la población el 0,28 % eran hispanos o latinos de cualquier raza.